# Lodgepole (Nebraska)
Lodgepole – wieś w Stanach Zjednoczonych, w stanie Nebraska, w hrabstwie Cheyenne.